# Sowjetischer Fußballpokal 1985/86
Der Sowjetische Fußballpokal 1985/86 war die 45. Austragung des sowjetischen Pokalwettbewerbs der Männer. Pokalsieger wurde Torpedo Moskau. Das Team setzte sich im Finale gegen Schachtjor Donezk durch. Torpedo qualifizierte sich durch den Sieg für den Europapokal der Pokalsieger.

## Modus
An dem Wettbewerb nahmen die 18 Erstligisten, die 22 Zweitligisten und 34 Mannschaften der drittklassigen Wtoraja Liga teil.
Alle Begegnungen wurden in einem Spiel entschieden. Stand es in den K.-o.-Spielen nach regulärer Spielzeit unentschieden, wurde das Spiel um zweimal 15 Minuten verlängert. Stand danach kein Sieger fest, wurden der Sieger per Elfmeterschießen ermittelt.

## Teilnehmende Teams
| Wysschaja Liga (18) | Wysschaja Liga (18) | Perwaja Liga (22) | Perwaja Liga (22) |
| Wysschaja Liga (18) | Wysschaja Liga (18) | Gruppe West (11) | Gruppe Ost (11) |
| --- | --- | --- | --- |
| - Dynamo Moskau - Spartak Moskau - Torpedo Moskau - Ararat Jerewan - Dynamo Kiew - Dinamo Minsk - Dinamo Tiflis - Dnjepr Dnjepropetrowsk - Fakel Woronesch                | - Kairat Alma-Ata - Metallist Charkow - Neftçi Baku - SKA Rostow - Schachtjor Donezk - Torpedo Kutaissi - Tschernomorez Odessa - FK Žalgiris Vilnius - Zenit Leningrad               | - Daugava Riga - Dinamo Batumi - Dynamo Stawropol - Guria Lantschchuti - Iskra Smolensk - SKA Karpaty Lwow - Kolos Nikopol - Kotajk Abowjan - Kuban Krasnodar - Nistru Kischinjow - Metallurg Saporoschje | - Krylja Sowetow Kuibyschew - Kusbass Kemerowo - Lokomotive Moskau - Pachtakor Taschkent - Pamir Duschanbe - Rotor Wolgograd - Schinnik Jaroslawl - SKA Chabarowsk - Spartak Ordschonikidse - Swesda Jizzax - ZSKA Moskau |
| Wtoraja Liga (34) | | | |
| - Arsenal Tula - Atommasch Wolgodonsk - Baltika Kaliningrad - Chimik Dschambul - Chimik Dserschinsk - Dynamo Brjansk - Dinamo Samarkand - Dnjepr Mogiljow - Geolog Tjumen | - Irtysch Omsk - Kolcheti Poti - Kolos Pawlograd - Lokomotive Samtredia - Lutsch Wladiwostok - Maschuk Pjatigorsk - Merzchali Macharadse - Metallurg Lipezk - Metallurg Magnitogorsk | - Neftjanik Fergana - Nywa Winnyzja - Rostselmasch Rostow - Sarja Kaluga - Sarja Woroschilowgrad - Schachtjor Karaganda - Sorki Krasnogorsk - Snamja Truda Orechowo-Sujewo                                | - Spartak Oktemberjan - Sudostroitel Nikolajew - Surchan Termiz - Swesda Perm - Tawrija Simferopol - Terek Grosny - Uralmasch Swerdlowsk - Zelinnik Zelinograd                                                            |

## 1. Runde
Teilnehmer: Die 22 Zweitligisten und 34 Drittligisten
| Datum      |                       | Ergebnis              |                              |
| ---------- | --------------------- | --------------------- | ---------------------------- |
| 24.06.1985 | Arsenal Tula          | 5:0                   | Kotajk Abowjan               |
| 24.06.1985 | Atommasch Wolgodonsk  | 0:1                   | Metallurg Lipezk             |
| 24.06.1985 | Baltika Kaliningrad   | 1:2                   | Guria Lantschchuti           |
| 24.06.1985 | Daugava Riga          | 6:0                   | Dynamo Brjansk               |
| 24.06.1985 | Dinamo Samarkand      | 3:5 n. V.             | Swesda Jizzax                |
| 24.06.1985 | Dynamo Stawropol      | 2:1 n. V.             | Snamja Truda Orechowo-Sujewo |
| 24.06.1985 | Sarja Woroschilowgrad | 1:2                   | Kolos Nikopol                |
| 24.06.1985 | Sarja Kaluga          | 1:0                   | Dnjepr Mogiljow              |
| 24.06.1985 | Iskra Smolensk        | 2:1 n. V.             | Swesda Perm                  |
| 24.06.1985 | Kolos Pawlograd       | 4:1                   | Maschuk Pjatigorsk           |
| 24.06.1985 | Kuban Krasnodar       | 5:3                   | Rostselmasch Rostow          |
| 24.06.1985 | Kusbass Kemerowo      | 0:3                   | Geolog Tjumen                |
| 24.06.1985 | Lokomotive Moskau     | 1:0                   | Chimik Dschambul             |
| 24.06.1985 | Lutsch Wladiwostok    | 1:0                   | Neftjanik Fergana            |
| 24.06.1985 | Merzchali Macharadse  | 1:3                   | Krylja Sowetow Kuibyschew    |
| 24.06.1985 | Metallurg Saporoschje | 2:0                   | Sudostroitel Nikolajew       |
| 24.06.1985 | Nywa Winnyzja         | 3:2                   | SKA Karpaty Lwow             |
| 24.06.1985 | Nistru Kischinjow     | 2:1 n. V.             | Sorki Krasnogorsk            |
| 24.06.1985 | Pamir Duschanbe       | 3:0                   | Kolcheti Poti                |
| 24.06.1985 | Rotor Wolgograd       | 2:1                   | Chimik Dserschinsk           |
| 24.06.1985 | SKA Chabarowsk        | 1:0                   | Irtysch Omsk                 |
| 24.06.1985 | Spartak Oktemberjan   | 0:1                   | Pachtakor Taschkent          |
| 24.06.1985 | Surchan Termiz        | 2:1                   | Schachtjor Karaganda         |
| 24.06.1985 | Tawrija Simferopol    | 3:4                   | Dinamo Batumi                |
| 24.06.1985 | Zelinnik Zelinograd   | 3:0                   | Uralmasch Swerdlowsk         |
| 24.06.1985 | ZSKA Moskau           | 3:1                   | Metallurg Magnitogorsk       |
| 24.06.1985 | Schinnik Jaroslawl    | 4:2                   | Lokomotive Samtredia         |
| 24.06.1985 | Terek Grosny          | 0:0 n. V. (4:3 i. E.) | Spartak Ordschonikidse       |

## 2. Runde
Teilnehmer: Die 28 Sieger der 1. Runde
| Datum      |                           | Ergebnis              |                     |
| ---------- | ------------------------- | --------------------- | ------------------- |
| 30.06.1985 | Daugava Riga              | 4:1                   | Terek Grosny        |
| 30.06.1985 | Dinamo Batumi             | 4:2                   | Arsenal Tula        |
| 30.06.1985 | Swesda Jizzax             | 2:1                   | Zelinnik Zelinograd |
| 30.06.1985 | Kolos Nikopol             | 3:1                   | Kolos Pawlograd     |
| 30.06.1985 | Krylja Sowetow Kuibyschew | 1:2                   | SKA Chabarowsk      |
| 30.06.1985 | Kuban Krasnodar           | 2:0                   | Nistru Kischinjow   |
| 30.06.1985 | Lokomotive Moskau         | 2:0                   | Iskra Smolensk      |
| 30.06.1985 | Metallurg Saporoschje     | 2:1                   | Sarja Kaluga        |
| 30.06.1985 | Metallurg Lipezk          | 1:0                   | Dynamo Stawropol    |
| 30.06.1985 | Nywa Winnyzja             | 7:2                   | Guria Lantschchuti  |
| 30.06.1985 | Pamir Duschanbe           | 1:0                   | Surchan Termiz      |
| 30.06.1985 | Pachtakor Taschkent       | 0+:- 1                | Lutsch Wladiwostok  |
| 30.06.1985 | Rotor Wolgograd           | 1:1 n. V. (4:2 i. E.) | Geolog Tjumen       |
| 30.06.1985 | ZSKA Moskau               | 4:1                   | Schinnik Jaroslawl  |

## 3. Runde
Teilnehmer: Die 14 Sieger der 2. Runde und die 18 Erstligisten
| Datum      |                     | Ergebnis  |                        |
| ---------- | ------------------- | --------- | ---------------------- |
| 13.08.1985 | Dynamo Kiew         | 4:2       | SKA Rostow             |
| 14.08.1985 | Dinamo Batumi       | 1:4       | Dinamo Tiflis          |
| 14.08.1985 | Dinamo Minsk        | 1:0       | Pamir Duschanbe        |
| 14.08.1985 | FK Žalgiris Vilnius | 2:0       | Metallurg Saporoschje  |
| 14.08.1985 | Swesda Jizzax       | 0:4       | Tschernomorez Odessa   |
| 14.08.1985 | Kairat Alma-Ata     | 0:3       | Zenit Leningrad        |
| 14.08.1985 | Kolos Nikopol       | 2:1       | Dnjepr Dnjepropetrowsk |
| 14.08.1985 | Metallurg Lipezk    | 1:0       | Ararat Jerewan         |
| 14.08.1985 | Nywa Winnyzja       | 2:0       | Metallist Charkow      |
| 14.08.1985 | Pachtakor Taschkent | 2:3 n. V. | Torpedo Moskau         |
| 14.08.1985 | Rotor Wolgograd     | 3:1       | Dynamo Moskau          |
| 14.08.1985 | SKA Chabarowsk      | 2:0       | Neftçi Baku            |
| 14.08.1985 | Spartak Moskau      | 2:0       | ZSKA Moskau            |
| 14.08.1985 | Torpedo Kutaissi    | 0:2       | Daugava Riga           |
| 14.08.1985 | Fakel Woronesch     | 2:0       | Lokomotive Moskau      |
| 14.08.1985 | Schachtjor Donezk   | 5:1       | Kuban Krasnodar        |

## Achtelfinale
| Datum      |                      | Ergebnis              |                     |
| ---------- | -------------------- | --------------------- | ------------------- |
| 12.09.1985 | Zenit Leningrad      | 2:1                   | Dinamo Tiflis       |
| 12.09.1985 | Spartak Moskau       | 3:3 n. V. (4:3 i. E.) | Dynamo Kiew         |
| 12.09.1985 | Tschernomorez Odessa | 3:1                   | Rotor Wolgograd     |
| 13.09.1985 | Daugava Riga         | 2:1                   | FK Žalgiris Vilnius |
| 13.09.1985 | Kolos Nikopol        | 0:1                   | Schachtjor Donezk   |
| 13.09.1985 | Metallurg Lipezk     | 1:0                   | Nywa Winnyzja       |
| 13.09.1985 | Torpedo Moskau       | 2:0                   | SKA Chabarowsk      |
| 13.09.1985 | Fakel Woronesch      | 1:3                   | Dinamo Minsk        |

## Viertelfinale
| Datum      |                      | Ergebnis |                  |
| ---------- | -------------------- | -------- | ---------------- |
| 02.04.1986 | Dinamo Minsk         | 0:2      | Spartak Moskau   |
| 02.04.1986 | Zenit Leningrad      | 3:0      | Metallurg Lipezk |
| 02.04.1986 | Tschernomorez Odessa | 0:2      | Torpedo Moskau   |
| 02.04.1986 | Schachtjor Donezk    | 2:1      | Daugava Riga     |

## Halbfinale
| Datum      |                 | Ergebnis              |                   |
| ---------- | --------------- | --------------------- | ----------------- |
| 06.04.1986 | Torpedo Moskau  | 3:2                   | Spartak Moskau    |
| 06.04.1986 | Zenit Leningrad | 2:2 n. V. (3:4 i. E.) | Schachtjor Donezk |

## Finale
| Paarung           | Torpedo Moskau – Schachtjor Donezk |
| Ergebnis          | 1:0 (1:0) |
| Datum             | 2. Mai 1986 |
| Stadion           | Olympiastadion Luschniki, Moskau |
| Zuschauer         | 35.000 |
| Schiedsrichter    | Iwan Timoschenko |
| Tore              | 1:0 Wladimir Kobsew (34.) |
| Torpedo Moskau    | Waleri Sarytschew – Wladimir Sotschnow, Walentin Kowatsch, Alexander Gostenin, Sergei Prigoda – Sergei Schawlo, Juri Sawitschew, Sergei Muschtrujew (79. Nikola Sawitschew), Wladimir Gretschnjow (64. Waleri Schawejko) – Alexander Polukarow, Andrei Redkous (29. Wladimir Kobsew) Cheftrainer: Walentin Iwanow |
| Schachtjor Donezk | Sergei Solotinzki – Alexei Warnawski, Alexander Sopko, Waleri Goschkoderja (60. Sergei Morosow), Wladimir Parchomenki (75. Sergei Krawtschenko) – Waleri Rudakow, Sergei Jaschtschenko, Michail Sokolowski (46. Igor Petrow), Juri Guljajew – Oleg Smoljaninow, Wiktor Gratschow Cheftrainer: Oleg Basilewitsch   |